# Трирог, Матрёна Никитовна
Матрёна Никитовна Трирог (укр. Триріг Мотрона Микитівна; 16 декабря 1916 года, село Жуки, Полтавский уезд, Полтавская губерния — 13 августа 2007 года, село Жуки, Полтавский район, Полтавская область, Украина) — колхозница, звеньевая колхоза «Большевик» Полтавского района, Полтавская область, Украинская ССР. Герой Социалистического Труда (1948).

## Биография
Родилась 16 декабря 1916 года в селе Жуки Полтавского уезда Полтавской губернии в крестьянской семье. Получила начальное образование в школе родного села. Потом работала разнорабочей в колхозе «Большевик» Полтавского района в селе Жуки. Была назначена звеньевой полеводческого звена. После Великой Отечественной войны восстанавливала разрушенное колхозное хозяйство, продолжив работать звеньевой.
В 1947 году звено Матрёны Трирог собрало в среднем по 36,7 центнеров ржи с каждого гектара на участке площадью 8,9 гектара. В 1948 году удостоена звания Героя Социалистического Труда «за получение высоких урожаев пшеницы, ржи, кукурузы и сахарной свеклы при выполнении колхозом обязательных поставок и натуроплаты за работу МТС в 1947 году и обеспеченности семенами зерновых культур для весеннего сева 1948 года».
В 1972 году вышла на пенсию. Проживала в родном селе, где скончалась в 2007 году.

## Награды
- Герой Социалистического Труда — указом Президиума Верховного Совета СССР от 16 февраля 1948 года
- Орден Ленина